# Hegyeshalom
Hegyeshalom [ˈhɛɟɛʃhɒlom] (deutsch Straß-Sommerein) ist eine ungarische Großgemeinde im Komitat Győr-Moson-Sopron mit einer Fläche von 52,66 km² und 3526 Einwohnern (Volkszählung 2001). Der Ort liegt an der Grenze von Ungarn zu Österreich.

## Geografie
Hegyeshalom liegt in der Kleinen Ungarischen Tiefebene im Nordwesten Ungarns an einem Grenzübergang nach Nickelsdorf in Österreich.

## Geschichte
Zum ersten Mal wurde die ungarische Gemeinde im Jahre 1217 erwähnt. Das Dokument wies auf die Szűz Mária Templom (Kirche der Hl. Maria) hin, die auf einem Hügel gelegen war. Nach dem Krieg gegen die Türken wurde die Gemeinde von Deutschen besiedelt. Bei der Volkszählung 1941 waren von den 3550 Einwohnern noch ca. 1800 Deutsche, die in den Jahren 1945 und 1946 überwiegend vertrieben wurden. Einen Aufschwung bedeutete der 1863 erfolgte Anschluss an die Bahnlinie Wien–Budapest. Zur bisher überwiegend bäuerlichen und deutschen Bewohnerschaft kam nun der Zuzug eines magyarischen Bevölkerungsanteils, der vor allem im Eisenbahnwesen Beschäftigung fand.
Im April 1989 begann die Sowjetunion, damals regiert von Michail Gorbatschow, damit, ihre Truppen aus Westungarn zurückzuziehen; man wolle so „eine Zone des Vertrauens entlang der Grenze“ schaffen.  Beim Dorf Hegyeshalom begannen ungarische Soldaten und Einheimische am 2. Mai 1989 damit, den Eisernen Vorhang zu demontieren.
Etwa zwei Monate später durchtrennten die Außenminister Österreichs und Ungarns, Gyula Horn und Alois Mock, in der Nähe der Stadt Sopron im nordwestlichen Ungarn symbolisch den Rest des Grenzzauns.

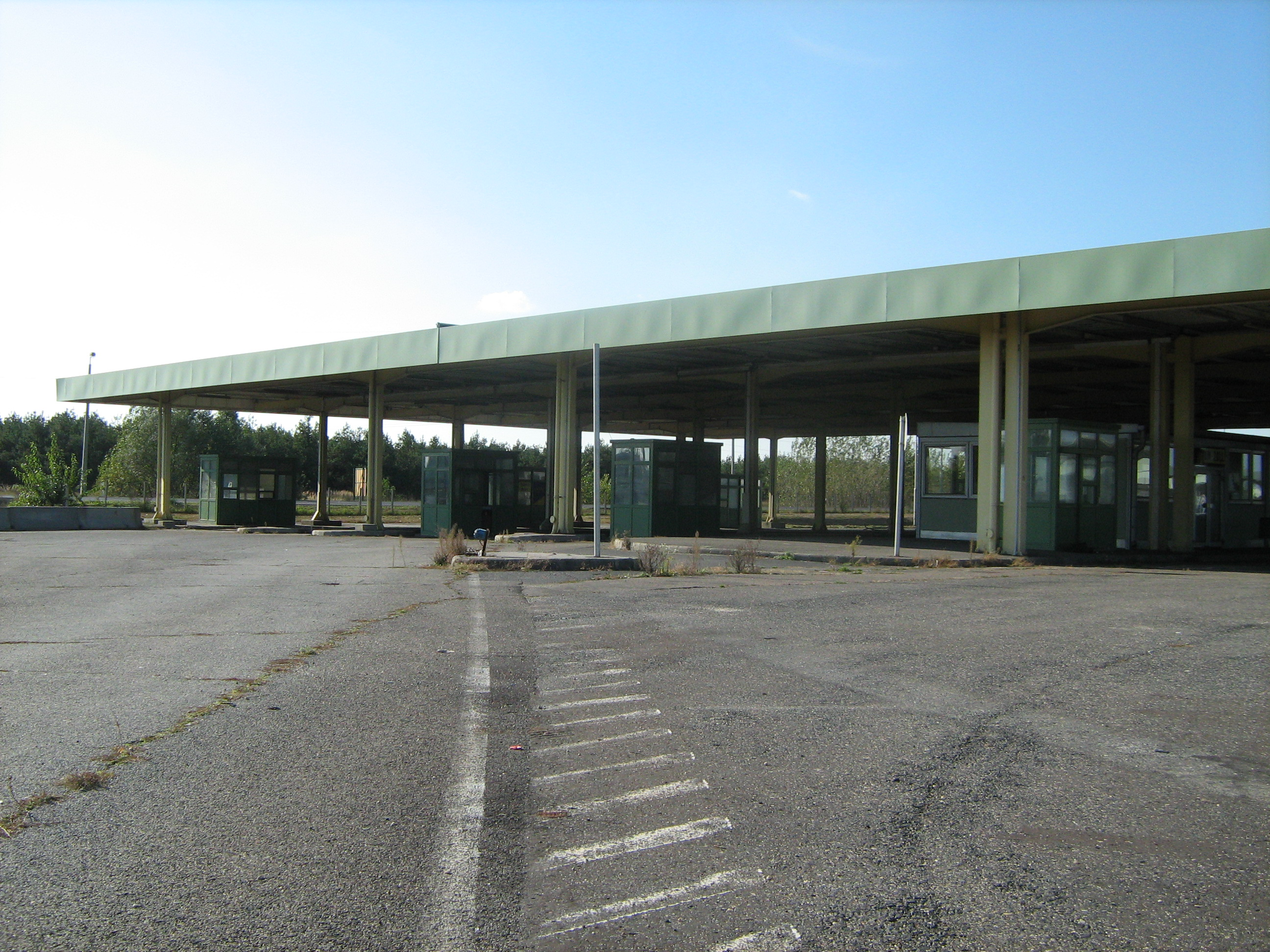
Grenzkontrollposten Hegyeshalom nach Eintritt Ungarns in den Schengen-Raum

Bis zum 21. Dezember 2007 war der Grenzübergang Nickelsdorf/Hegyeshalom ein wichtiger Grenzübergang zwischen Österreich, der Slowakei und Ungarn. Die Grenzkontrollen wurden durch den Beitritt von Ungarn und der Slowakei zum Schengen-Raum hinfällig.
Ab dem 5. September 2015 kamen in Hegyeshalom täglich tausende Flüchtlinge über die Grenze.

## Sehenswürdigkeiten
- Evangelische Kirche, erbaut 1850
- Römisch-katholische Kirche hl. Bartholomäus (Szent Bertalan apostol), ursprünglich aus dem 13. Jahrhundert, mehrfach umgebaut
- Stettni-See und Freizeitpark (Stettni-tó és Szabadidő park)

## Verkehr
Die Grenzgemeinde liegt an der Autobahn M1 und der Wien-Raaber Bahn genannten Eisenbahnlinie zwischen den Metropolen Wien und Budapest. 
Am Eisenbahnknotenpunkt Hegyeshalom zweigen Nebenstrecken zum Bahnhof Bratislava-Petržalka und nach Szombathely über Csorna ab.

## Persönlichkeiten
- Mathes Nitsch (1884–1972), Journalist, Literat
- Johann Zimmermann (Volkskundler) (1872–1950), Evangelischer Pfarrer, Regionalhistoriker, Volkskundeforscher